# بخش سیتامارخی
بخش سیتامارخی (به انگلیسی: Sitamarhi district) یک منطقهٔ مسکونی در هند است که در بخش تیرهوت واقع شده‌است. بخش سیتامارخی ۲٬۲۹۴ کیلومتر مربع مساحت و ۳٬۴۲۳٬۵۷۴ نفر جمعیت دارد.